# スティーヴン・プレスリー
スティーヴン・プレスリー（Steven Pressley, 1973年10月11日 - ）はスコットランド・エルギン出身の元サッカー選手。スコットランド代表。ポジションはディフェンダー。
2007-08シーズンにセルティックFCのサブキャプテンを務める。
2009年、現役を引退し、サッカー指導者の道へ進む。

## 所属クラブ
- レンジャーズFC 1990-1994
- コヴェントリー・シティFC 1994-1995
- ダンディー・ユナイテッドFC 1995-1998
- ハート・オブ・ミドロシアンFC 1998-2006
- セルティックFC 2006-2008
- ランダースFC 2008
- フォルカークFC 2009